# Schistophleps punctistriata
Schistophleps punctistriata là một loài bướm đêm thuộc phân họ Arctiinae, họ Erebidae.